# Jimmy Briand
Jimmy Briand (Vitry-sur-Seine, 2 agosto 1985) è un ex calciatore francese, di ruolo attaccante.

## Statistiche

### Presenze e reti nei club
Statistiche aggiornate al 21 maggio 2022.
| Stagione        | Squadra         | Campionato      | Campionato | Campionato | Coppe nazionali | Coppe nazionali | Coppe nazionali | Coppe continentali | Coppe continentali | Coppe continentali | Altre coppe | Altre coppe | Altre coppe | Totale | Totale |
| Stagione        | Squadra         | Comp            | Pres       | Reti       | Comp            | Pres            | Reti            | Comp               | Pres               | Reti               | Comp        | Pres        | Reti        | Pres   | Reti   |
| --------------- | --------------- | --------------- | ---------- | ---------- | --------------- | --------------- | --------------- | ------------------ | ------------------ | ------------------ | ----------- | ----------- | ----------- | ------ | ------ |
| 2002-2003       | Rennes B        | CFA             | 10         | 4          |                 | -               | -               | -                  | -                  | -                  | -           | -           | -           | 10     | 4      |
| 2003-2004       | Rennes B        | CFA             | 21         | 10         |                 | -               | -               | -                  | -                  | -                  | -           | -           | -           | 21     | 10     |
| 2004-2005       | Rennes B        | CFA             | 19         | 12         |                 | -               | -               | -                  | -                  | -                  | -           | -           | -           | 19     | 12     |
| Totale Rennes B | Totale Rennes B | Totale Rennes B | 50         | 26         |                 | -               | -               |                    | -                  | -                  |             | -           | -           | 50     | 26     |
| 2002-2003       | Rennes          | L1              | 1          | 0          | CF+CdL          | 0               | 0               | -                  | -                  | -                  | -           | -           | -           | 1      | 0      |
| 2003-2004       | Rennes          | L1              | 7          | 1          | CF+CdL          | 2+1             | 1+0             | -                  | -                  | -                  | -           | -           | -           | 10     | 2      |
| 2004-2005       | Rennes          | L1              | 10         | 0          | CF+CdL          | 2+1             | 0               | -                  | -                  | -                  | -           | -           | -           | 13     | 0      |
| 2005-2006       | Rennes          | L1              | 29         | 3          | CF+CdL          | 5+1             | 1+0             | CU                 | 6                  | 1                  | -           | -           | -           | 41     | 5      |
| 2006-2007       | Rennes          | L1              | 35         | 9          | CF+CdL          | 1+3             | 0+1             | -                  | -                  | -                  | -           | -           | -           | 39     | 10     |
| 2007-2008       | Rennes          | L1              | 37         | 7          | CF+CdL          | 2+2             | 1+0             | CU                 | 6                  | 0                  | -           | -           | -           | 47     | 8      |
| 2008-2009       | Rennes          | L1              | 27         | 8          | CF+CdL          | 4+0             | 4+0             | CI+CU              | 0+3                | 0+0                | -           | -           | -           | 34     | 12     |
| 2009-2010       | Rennes          | L1              | 23         | 5          | CF+CdL          | 3+1             | 1+0             | -                  | -                  | -                  | -           | -           | -           | 27     | 6      |
| Totale Rennes   | Totale Rennes   | Totale Rennes   | 169        | 33         |                 | 28              | 9               |                    | 15                 | 1                  |             | -           | -           | 212    | 43     |
| 2010-2011       | O. Lione        | L1              | 33         | 6          | CF+CdL          | 2+1             | 0+1             | UCL                | 8                  | 1                  | -           | -           | -           | 44     | 8      |
| 2011-2012       | O. Lione        | L1              | 37         | 9          | CF+CdL          | 5+4             | 1+2             | UCL                | 10                 | 2                  | -           | -           | -           | 56     | 14     |
| 2012-2013       | O. Lione        | L1              | 15         | 1          | CF+CdL          | 0+1             | 0               | UEL                | 3                  | 1                  | SF          | 1           | 1           | 20     | 3      |
| 2013-2014       | O. Lione        | L1              | 25         | 6          | CF+CdL          | 2+3             | 2+0             | UCL+UEL            | 0+10               | 0+1                | -           | -           | -           | 40     | 9      |
| Totale O. Lione | Totale O. Lione | Totale O. Lione | 110        | 22         |                 | 18              | 6               |                    | 31                 | 5                  |             | 1           | 1           | 160    | 34     |
| 2014-2015       | Hannover        | BL              | 29         | 3          | CG              | 1               | 0               | -                  | -                  | -                  | -           | -           | -           | 30     | 3      |
| 2015-2016       | Guingamp        | L1              | 35         | 7          | CF+CdL          | 2+2             | 1+0             | -                  | -                  | -                  | -           | -           | -           | 39     | 8      |
| 2016-2017       | Guingamp        | L1              | 34         | 12         | CF+CdL          | 5+0             | 1               | -                  | -                  | -                  | -           | -           | -           | 39     | 13     |
| 2017-2018       | Guingamp        | L1              | 37         | 11         | CF+CdL          | 2+1             | 0               | -                  | -                  | -                  | -           | -           | -           | 40     | 11     |
| Totale Guingamp | Totale Guingamp | Totale Guingamp | 106        | 30         |                 | 12              | 2               |                    | -                  | -                  |             | -           | -           | 118    | 32     |
| 2018-2019       | Bordeaux        | L1              | 35         | 7          | CF+CdL          | 1+3             | 0+1             | UEL                | 7                  | 3                  | -           | -           | -           | 46     | 11     |
| 2019-2020       | Bordeaux        | L1              | 22         | 7          | CF+CdL          | 2+2             | 1+0             | -                  | -                  | -                  | -           | -           | -           | 26     | 8      |
| 2020-2021       | Bordeaux        | L1              | 24         | 1          | CF              | 1               | 0               | -                  | -                  | -                  | -           | -           | -           | 25     | 1      |
| 2021-2022       | Bordeaux        | L1              | 17         | 2          | CF              | 2               | 0               | -                  | -                  | -                  | -           | -           | -           | 19     | 2      |
| Totale Bordeaux | Totale Bordeaux | Totale Bordeaux | 98         | 17         |                 | 11              | 2               |                    | 7                  | 3                  |             | -           | -           | 116    | 22     |
| Totale carriera | Totale carriera | Totale carriera | 562        | 131        |                 | 70              | 19              |                    | 53                 | 9                  |             | 1           | 1           | 691    | 160    |

### Cronologia presenze e reti in nazionale
| Cronologia completa delle presenze e delle reti in nazionale ― Francia | Cronologia completa delle presenze e delle reti in nazionale ― Francia | Cronologia completa delle presenze e delle reti in nazionale ― Francia | Cronologia completa delle presenze e delle reti in nazionale ― Francia | Cronologia completa delle presenze e delle reti in nazionale ― Francia | Cronologia completa delle presenze e delle reti in nazionale ― Francia | Cronologia completa delle presenze e delle reti in nazionale ― Francia | Cronologia completa delle presenze e delle reti in nazionale ― Francia |
| Data                                                                   | Città                                                                  | In casa                                                                | Risultato                                                              | Ospiti                                                                 | Competizione                                                           | Reti                                                                   | Note                                                                   |
| ---------------------------------------------------------------------- | ---------------------------------------------------------------------- | ---------------------------------------------------------------------- | ---------------------------------------------------------------------- | ---------------------------------------------------------------------- | ---------------------------------------------------------------------- | ---------------------------------------------------------------------- | ---------------------------------------------------------------------- |
| 11-10-2008                                                             | Costanza                                                               | Romania                                                                | 2 – 2                                                                  | Francia                                                                | Qual. Mondiali 2010                                                    | -                                                                      | 90’                                                                    |
| 14-10-2008                                                             | Saint-Denis                                                            | Francia                                                                | 3 – 1                                                                  | Tunisia                                                                | Amichevole                                                             | -                                                                      | 80’                                                                    |
| 19-11-2008                                                             | Saint-Denis                                                            | Francia                                                                | 0 – 0                                                                  | Uruguay                                                                | Amichevole                                                             | -                                                                      | 72’                                                                    |
| 11-8-2010                                                              | Oslo                                                                   | Norvegia                                                               | 3 – 1                                                                  | Francia                                                                | Amichevole                                                             | -                                                                      | 79’                                                                    |
| 15-8-2012                                                              | Saint-Denis                                                            | Francia                                                                | 0 – 0                                                                  | Uruguay                                                                | Amichevole                                                             | -                                                                      | 75’                                                                    |
| Totale                                                                 |                                                                        | Presenze                                                               | 5                                                                      |                                                                        | Reti                                                                   | 0                                                                      |                                                                        |

## Palmarès

### Club

#### Competizioni nazionali
- Coppa di Francia: 1

Olympique Lione: 2011-2012
- Supercoppa francese: 1

Olympique Lione: 2012